# Raimondo VI di Tolosa
Raimondo VI di Tolosa, detto Raimondo il Vecchio (Saint-Gilles, 27 ottobre 1156 – Tolosa, 2 agosto 1222), fu conte consorte dal 1172, e poi conte effettivo dal 1176, di Melgueil e conte di Tolosa, duca di Narbona e marchese di Provenza, dal 1194 fino alla sua morte.

## Origine
Figlio maschio primogenito del conte di Tolosa, marchese di Provenza e duca di Narbona, Raimondo V e di Costanza di Francia (come risulta dalla Chronica Albrici Monachi Trium Fontium, e dalla Histoire Générale de Languedoc, avec des Notes, Tome IV), figlia del re di Francia, Luigi VI detto il Grosso, e di Adelaide di Moriana, figlia di Umberto II(1065 – 1103), conte di Savoia, detto il Rinforzato, e di Giselda di Borgogna, figlia di Guglielmo I di Borgogna.
Raimondo V di Tolosa era il figlio primogenito del conte di Rouergue o di Rodez, conte di Tolosa, duca di Settimania o di Narbona e marchese di Provenza, Alfonso Giordano e di Faydide o Faydive (come risulta dalla Histoire Générale de Languedoc, Notes, Tome IV, e dalla Histoire de Montpellier), figlia di Raimondo Decano II, signore d'Uzès e Posquiêres.

## Biografia

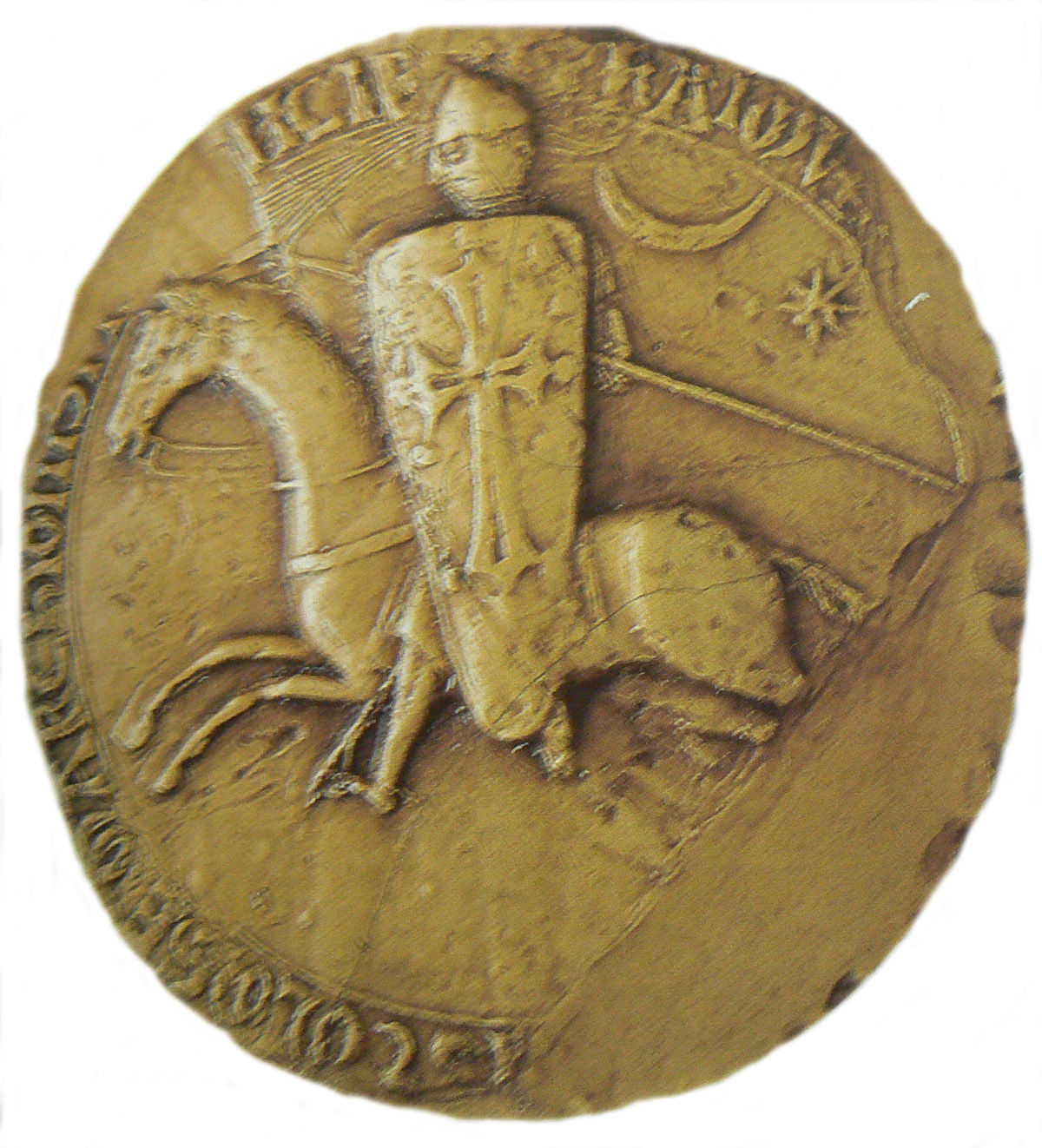
Sigillo di Raimondo VI

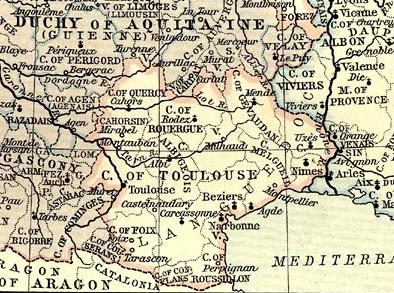
La contea di Tolosa, nel 1154.

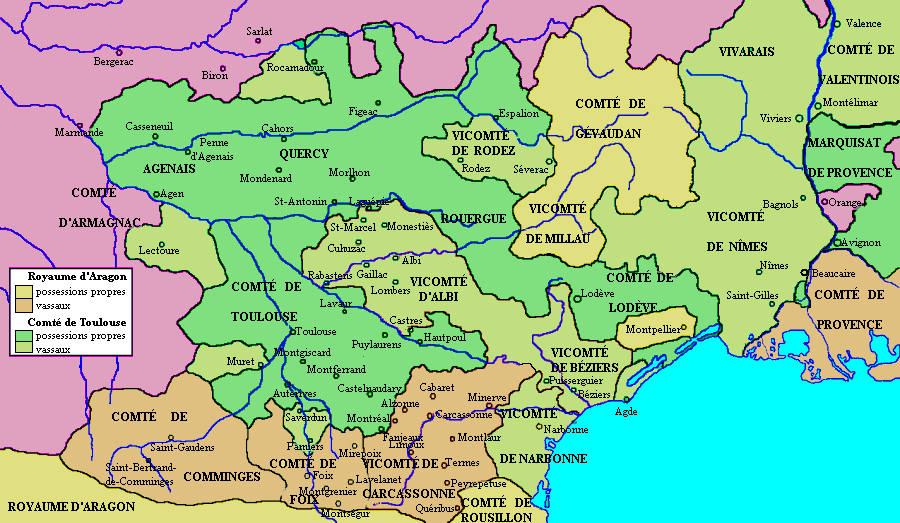
L'Occitania, nel 1209.

Secondo il documento CCXXIV, datato 1171, delle Notes de l'Histoire Générale de Languedoc, Tome IV, Raimondo, in quel periodo fu fidanzata a Dolce II, Contessa titolare di Provenza ed erede della contea di Melgueil, figlia del defunto Conte di Provenza, Raimondo Berengario II e della nipote dell'imperatore, Enrico IV, Richenza di Polonia, (1130/1140-1185).
Dolce II, però, l'anno successivo, a circa dieci anni di età, morì.
Raimondo, nel settembre 1072, sposò la zia di Dolce, Ermessinda di Pelet (?-1176), che da poco era vedova di Pietro Bermondo, signore di Sauve, ed era figlia del signore d'Alais, Bernardo Pelet e della contessa di Mauguio, Beatrice (1124 - dopo il 1190), che in prime nozze aveva sposato il Conte di Provenza, Berengario Raimondo I (i nonni paterni di Dolce II). La contessa di Melgueil, Beatrice di Mauguio, il 12 dicembre 1172, secondo il documento CCXXIX, delle Notes de l'Histoire Générale de Languedoc, Tome IV, abdicò in favore della figlia, Ermessinda, che divenne contessa di Melgueil e, nel contempo riconobbe come conte anche il genero Raimondo.
Nel 1176, prima di morire, Ermesinda redasse un testamento, che è riportato nel documento CCXXXVII, delle Notes de l'Histoire Générale de Languedoc, Tome IV, in cui lasciava tutti i suoi titoli ed i suoi beni al marito, mentre alla madre, Beatrice riservava un lascito annuale finché fosse vissuta.
Rimasto vedovo, verso il 1178, secondo la Historia Albigensium di Petrus Vallis Caernaii sposò Beatrice di Beziers e Carcassonne (1155 circa-dopo il 1193), figlia di Raimondo Trencavel I (?-1167, assassinato), visconte di Béziers e Carcassonne e della sua seconda moglie, Saura e sorella del visconte di Beziers, Ruggero ponendo fine ai dissidi con la famiglia Trencavel. Sempre la Historia Albigensium di Petrus Vallis Caernaii ricorda che divorziarono nel 1193. Secondo il documento XVIII, delle Notes de l'Histoire Générale de Languedoc, Tome V, il visconte Ruggero, dopo il divorzio, sempre nel 1193, donò a Beatrice il castello di Mèze. Beatrice dopo il divorzio, si ritirò nel convento di Cathar.
Tra il 1181 e il 1183, nella guerra tra i figli del re d'Inghilterra, Enrico II, Enrico e Riccardo, suo padre, Raimondo V si schierò con Enrico, detto il re Giovane, perché era stato nominato co-reggente dal padre. All'improvvisa morte di Enrico, Raimondo sciolse il suo esercito e rese omaggio a Riccardo, detto Cuor di Leone, signore d'Aquitania e futuro re d'Inghilterra.
Nel 1186, però, Riccardo attaccò la contea di Tolosa e riuscì a strappare a Raimondo la turbolenta provincia di Quercy che, nel 1190, con l'intervento del tribunale del regno di Francia, dietro il pagamento di 10.000 marchi d'argento, fu confermata a Riccardo, che nel frattempo era divenuto re d'Inghilterra ed era in procinto di partire per la terza crociata.
Nel 1194, alla morte del padre, Raimondo V, gli successe come Raimondo VI, nei titoli di conte di Tolosa, duca di Narbona e marchese di Provenza.
Nel 1196 sposò Giovanna d'Inghilterra (1165-1199), che secondo la Chronique de Robert de Torigny, Tome I, era la settima figlia del re d'Inghilterra Enrico II Plantageneto (1133-1189) e di Eleonora, duchessa d'Aquitania(1122-1204). Giovanna era vedova dal 1189, del re di Sicilia Guglielmo II il Buono. Questo matrimonio suggellò un'alleanza col ducato d'Aquitania, con cui Raimondo VI pose fine alle difficili relazioni tra la contea di Tolosa e Riccardo I Cuor di Leone, che, dal 1189, era re d'Inghilterra, duca di Normandia, conte del Maine, d'Angiò e di Turenna, duca d'Aquitania e Guascogna e conte di Poitiers; infatti Giovanna d'Inghilterra, che portò in dote le contee di Quercy ed Agenais, era la sorella prediletta di Riccardo I Cuor di Leone. La promessa di matrimonio del 1196, tra Giovanna (soror regis Ricardi Johanna quæ et regina exstiterat Siciliæ) e Raimondo (comiti Sancti Ægidii) viene riportato nel Radulphi de Coggeshall Chronicon Anglicanum e nel Annales de Margan tra (Johanna relicta Willelmi regis Apulia) e (comiti Sancti Egidii); mentre il matrimonio, sempre nel 1196, è ricordato dagli Annales de Burton.
Secondo la Histoire Générale de Languedoc, Tome VI, Preuves, Giovanna morì a Rouen il 24 settembre 1199. Dato il suo stato di gravidanza avanzato, dopo la sua morte, le fu aperto il ventre e fu estratto un maschio che visse solo poche ore.
Rimasto vedovo, nel 1200, sposò la figlia dell'imperatore di Cipro, Isacco Comneno (1155-1196, avvelenato), detta la Donzella o Signorina di Cipro (1177- dopo il 1204), come ci conferma il libro XXVIII del Recueil des historiens des croisades. Historiens occidentaux che la definisce la fille de l'empereor de Chypre. Questo matrimonio non viene citato nella Chronique de Guillaume de Puylaurens, che afferma che, dopo Giovanna, Raimondo VI sposò Eleonora d'Aragona.
Comunque, sempre secondo il Recueil des historiens des croisades. Historiens occidentaux la figlia dell'imperatore di Cipro fu ripudiata e cacciata dalla contea (mist hors de sa terre) e, dopo la separazione, avvenuta nel 1202, a Marsiglia incontrò Teodorico di Fiandra, che nel Recueil des historiens des croisades. Historiens occidentaux viene chiamato Baldovino (un chevalier.....Bauduins avoit noim), uno degli organizzatori della quarta crociata e che sposò, nel 1203, come secondo marito.
Nel 1202 Raimondo allentò l'alleanza col regno d'Inghilterra, dopo che nel 1199 salì al trono il successore di Riccardo I, Giovanni Senza Terra.
Secondo la storico W.H. Rudt De Collenberg, nel suo Familles de l'Orient latin XIIe-XIVe siècles, Raimondo VI, in quello stesso anno, si recò in Palestina.
Nel 1203 (secondo la Histoire Générale de Languedoc avec des Notes, Tome V, il matrimonio, ma più probabilmente l'impegno di matrimonio avvenne nel 1200) infine, ponendo fine ai dissidi con la casa d'Aragona, Raimondo VI sposò Eleonora d'Aragona (1182-1226), che secondo la Ex Gestis Comitum Barcinonensium, era la figlia secondogenita del re d'Aragona Alfonso il Casto (1157-1196) e di Sancha di Castiglia, figlia del re di Castiglia, Alfonso VII. Il matrimonio ci viene confermata sia dal continuatore di Guglielmo di Tiro, nel Recueil des historiens des croisades. Historiens occidentaux, che dalla Crónica de San Juan de la Peña.
Nel 1217 autorizzò la costituzione di una fiera a Beaucaire, destinata a diventare una delle più importanti dell'intera Europa latina.
Governò con molta liberalità, mantenendo le libertà comunali ed estendendo le esenzioni fiscali. Fu, inoltre, un raffinato poeta che non amava la guerra, ma che dimostrava sufficiente energia, quando la situazione lo richiedeva. Contrariamente a suo padre, Raimondo V che poco prima di morire, per combattere l'eresia, emanò un editto, dove decretava la pena di morte per ogni eretico della città di Tolosa e dintorni (L'editto originale non si è trovato, ma una lettera scritta nel 1211, dal municipio di Tolosa al re d'Aragona, Pietro II conferma che il conte Raimondo V aveva emanato l'editto di cui sopra), Raimondo VI fu tollerante e permise che il Catarismo fiorisse e si sviluppasse sulle sue terre, e addirittura arrivò a favorirlo apertamente, spostandosi sempre accompagnato da sacerdoti catariPapa Innocenzo III, verso il 1200, pensò di combattere il catarismo, evangelizzando le terre catare (soprattutto la contea di Tolosa ed altre contee e viscontee del sud della Francia) attraverso piccoli gruppi di missionari cistercensi.
Pietro di Castelnau (o di Castelnuovo) (1170-1208), arcidiacono di Maguelone, uno dei monaci cistercensi, nel 1203, divenne legato papale, con potere di destituzione delle cariche ecclesiastiche, trovandosi a capo di una delegazione di missionari, muniti di poteri legatizi, cioè erano Legati pontifici, ovvero rappresentanti del papa presso i conti (tra cui Raimondo VI) e presso i vescovi delle varie città interessate (Tolosa, Narbona, ecc..).
Su suggerimento del confratello di Pietro di Castelnau, Arnaldo Amalrico, abate di Cîteaux, nel 1204, i missionari ricevettero disposizioni di coinvolgere anche i nobili e le autorità locali e, quando Pietro istituì una lega di pace per far fronte all'eresia catara, ottenne numerose adesioni ma non quella di Raimondo VI, che sosteneva così implicitamente i Catari. Il conte fu immediatamente scomunicato dal legato pontificio, che colpì con l'interdetto le sue terre e aizzò la lega dei suoi vassalli contro il suo signore e, dato che il Vescovo di Roma confermò la scomunica il 29 maggio., ed inoltre si sentiva minacciato dai rappresentanti della lega, Raimondo VI decise di sottomettersi e promise che avrebbe aderito alla lega di pace.
Pietro di Castelnau fu assassinato all'alba del 14 gennaio 1208, e Raimondo VI, messo sotto accusa dalla Chiesa; inoltre venne scomunicato dal papa che sciolse anche i suoi vassalli dal giuramento di fedeltà. I sospetti caddero su Raimondo e Arnaldo Amalrico, che era stato nominato legato pontificio, in base ai sospetti accusò apertamente Raimondo VI. Il pretesto tanto atteso per scatenare la Crociata contro gli albigesi era stato trovato, e papa Innocenzo III emise il 10 marzo una bolla infuocata che incitava a liberare il Midi francese dalla minaccia eretica. La crociata trovò una risposta positiva, soprattutto nella Francia del nord, ma il re di Francia, Filippo Augusto, a cui il papa Innocenzo III, aveva chiesto di guidare la crociata, aveva rifiutato di impegnarsi, in quanto non intendeva interferire con nobili che non erano suoi vassalli, anche se Raimondo gli aveva procurato dei guai. Solo se il conte di Tolosa fosse stato riconosciuto eretico, Filippo disse «Allora saprò come comportarmi», ed infatti permise al figlio, Luigi di intervenire nella crociata solo dopo che il conte, Raimondo VI era stato riconosciuto colpevole dal concilio lateranense del 1215. Comunque Filippo Augusto permise ai suoi vassalli di partecipare alla Crociata.
Il nuovo legato del papa Arnaldo Amalrico, nel giugno 1209, che guidava l'armata crociata, aveva radunato l'esercito crociato a Lione (quando, a luglio, l'esercito crociato si accampò di fronte a Carcassonne, qualche fonte parla di circa 50.000 componenti). Raimondo, in un primo tempo, di fronte alla minaccia, pensò di organizzare una coalizione in grado di combattere (secondo la Historia Albigensium di Petrus Vallis Caernaii, si recò sia dall'imperatore, Ottone IV, che dal re di Francia, Filippo Augusto), ma poi preferì portare avanti la trattativa col papa, che aveva iniziato in precedenza, dicendosi disposto alla sottomissione ad un legato pontificio che non fosse Arnaldo. Allora Innocenzo III inviò un nuovo legato, il notaio pontificio Milone, che a Valence ottenne la promessa di obbedienza da parte del conte Raimondo, che si vide revocare la scomunica a seguito dell'umiliazione, subita il 17 giugno 1209, di fronte al nuovo legato del papa, Milone, a Saint Gilles e il 20 giugno entrò a far parte dell'esercito crociato.
I crociati erano guidati dall'agosto 1209 da Simone di Montfort, anche perché dopo il re di Francia, avevano declinato l'invito a guidare la crociata, anche il duca di Borgogna (Oddone III) ed i conti di Nevers (Erveo IV di Donzy) e di Saint Pol (Gaucher III di Châtillon). Tra il legato pontificio, Arnaldo e Simone l'accordo fu completo, il primo ambiva a diventare arcivescovo di Narbona e il secondo ambiva a ottenere titoli e proprietà.
Dopo la presa di Carcassonne (agosto 1209), Raimondo aveva lasciato l'esercito crociato e, nel settembre del 1209, secondo la Histoire Générale de Languedoc, avec des Notes Tome V, Raimondo VI fece testamento, dove pensava oltre al figlio, Raimondo, anche al fratello, Baldovino e alla moglie, Eleonora e ai figli illegittimi.

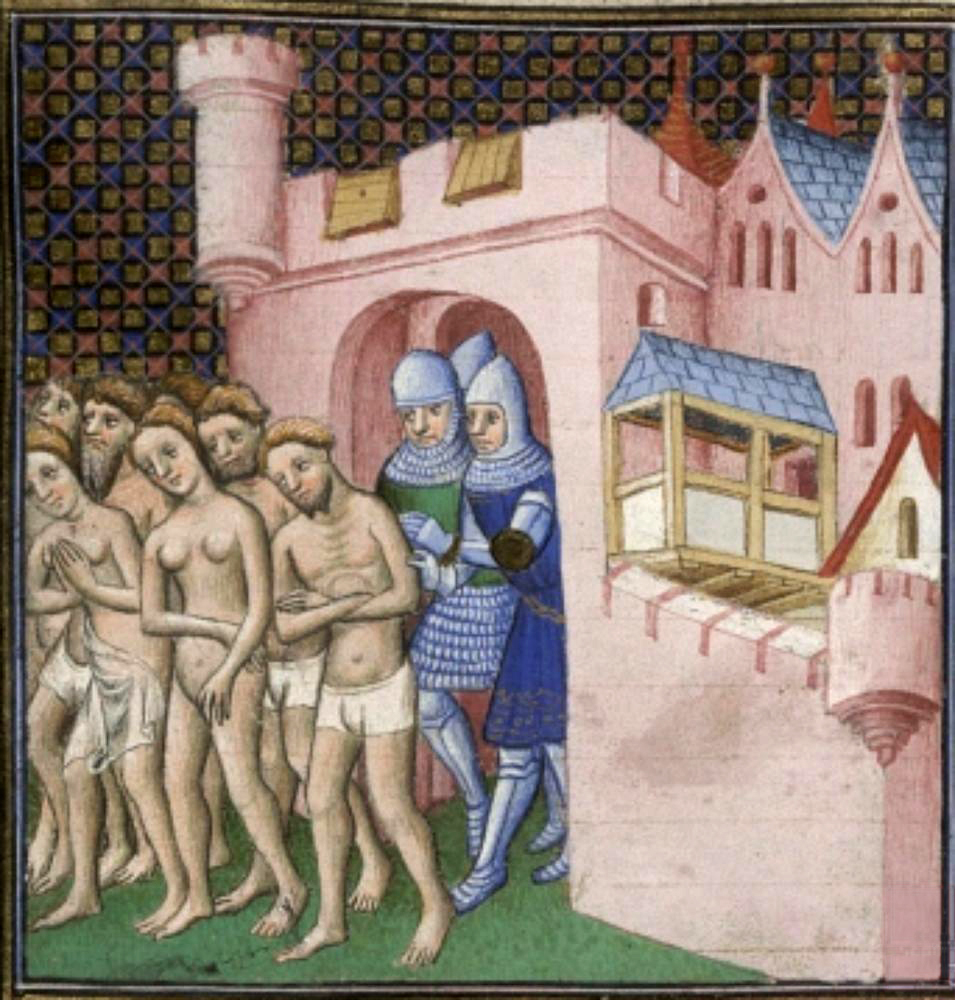
Miniatura rappresentante la cacciata degli Albigesi da Carcassonne nel 1209.

Raimondo, di fronte all'ostilità del legato del papa ed alla brutalità dei crociati, cercò l'appoggio dell'ex cognato, Giovanni Senza Terra, che non fu in grado di aiutarlo in quanto si trovava colpito dall'interdetto e si trovava impegnato nella controversia che lo opponeva al papa Innocenzo III.
I rapporti di Raimondo con Simone e Arnaldo, dopo che Raimondo aveva abbandonato l'armata crociata, erano molto tesi e, dopo che nel 1212, i Crociati erano arrivati ai confini dei domini di Raimondo VI, a Raimondo fu richiesta la consegna di alcuni tolosani sospettati di essere eretici, e di fronte al suo rifiuto, Raimondo venne nuovamente scomunicato e la contea fu colpita da interdetto. Raimondo allora si recò personalmente a Roma per difendersi ma si rese conto che l'accerchiamento della contea e la sua scomunica, in realtà avevano l'obiettivo di spodestarlo.
Allora Raimondo si rivolse a suo cognato, il re d'Aragona, Pietro II, che, il 16 luglio 1212, era stato uno dei re cristiani vincitori della Battaglia di Las Navas de Tolosa, contro i mori di al-Andalus, non rifiutò di aiutare il cognato, Raimondo VI, che era marito della sorella, Eleonora d'Aragona, anche perché la Crociata aveva raggiunto i confini del suo regno e avrebbe potuto colpire qualche suo vassallo; Pietro si rivolse al pontefice per protestare contro i soprusi contro Raimondo e i suoi vassalli e Innocenzo III, che riconosceva che a Raimondo non era mai stata data la possibilità di discolparsi, decise di riunire un concilio a Lavaur, presieduto dal vescovo di Narbona, dove sarebbe stata ascoltata la difesa di Raimondo VI e prese in considerazione le richieste di Pietro II. Il concilio però condannò Raimondo VI, ritenuto colpevole, e lo scomunicò e non accolse le richieste di Pietro di restituire a Raimondo le terre che gli erano state tolte; inoltre Pietro, che aveva difeso Raimondo, venne minacciato di scomunica.
Allora Pietro II scese in campo militarmente al fianco di Raimondo, a capo di una coalizione, formata dai conti di Tolosa, di Foix (Raimondo Ruggero) e di Comminges (Bernardo IV di Comminges) e dal visconte di Béarn (Gastone VI) per combattere apertamente Simone di Montfort. Lo scontro avvenne a Muret, dove Pietro fu ucciso nella battaglia del 12 settembre 1213, e Raimondo VI fu costretto a fuggire in Inghilterra.. Con questa vittoria, Simone di Montfort si impadronì di tutta la Linguadoca dai Pirenei al Rodano.
Quando Giovanni senza Terra fu scomunicato e dichiarato decaduto dal trono d'Inghilterra da Innocenzo III ed era minacciato da un'eventuale invasione di una crociata guidata dal re di Francia, Filippo Augusto, Raimondo non riuscì ad aiutarlo e Giovanni Senza Terra fu costretto a riconciliarsi con Innocenzo III, accettando le sue richieste, onde evitare la crociata contro i suoi possedimenti.
Raimondo però continuò a rimanere in contatto con Giovanni e, all'inizio del 1214, assieme a Ferdinando del Portogallo, conte di Fiandra, si recò in Inghilterra a rendere omaggio a Giovanni coordinando l'alleanza antifrancese, che portò alla sconfitta di Bouvines.
Nel novembre 1215 Raimondo fu a Roma a perorare la propria causa davanti al Concilio Lateranense IV, che condannò l'eresia dei Catari ed appoggiò incondizionatamente la crociata. Simone di Montfort fu riconosciuto conte di Tolosa, mentre le pretese del re di Francia di rendere la contea di Tolosa sua vassalla andarono deluse. Inoltre, al concilio lateranense, a Raimondo furono tolti anche i territori che egli possedeva entro i confini dell'impero e senza consultare l'imperatore, Ottone IV, che dopo il disastro di Bouvines, dell'anno prima, si era ritirato nei suoi feudi. Avignone ed il Contado Venassino, furono assegnati a colui che aveva guidato la crociata, Simone di Montfort. L'impero in Provenza subì un duro colpo, perché i territori che erano entro i confini dell'impero perduti da Raimondo VI, nel 1215, poi, col trattato di Parigi del 1229, il nuovo conte di Tolosa Raimondo VII fu obbligato a cederli definitivamente alla chiesa. Comunque a Raimondo VI, privato dei suoi possedimenti, fu assegnata una rendita annua di 400 marchi d'argento ed i territori non ancora conquistati dai crociati, sarebbero stati conservati dalla chiesa e consegnati al figlio di Raimondo VI, anche lui di nome Raimondo, al raggiungimento della maggiore età.
Secondo il documento LXXXII della Histoire Générale de Languedoc, avec des Notes, tome V, nell'aprile 1216, Simone di Montfort si recò a Parigi per rendere omaggio al re di Francia, Filippo Augusto dei suoi nuovi domini: ducato di Narbona, contea di Tolosa, viscontea di Beziers e viscontea di Carcassonne; ma mentre Simone si trovava a Parigi, Raimondo, con l'appoggio del figlio Raimondo, il futuro Raimondo VII, sbarcò a Marsiglia dando inizio alla guerra di liberazione, sino a riconquistare Tolosa, il 12 settembre 1217. Simone di Montfort mise subito l'assedio a Tolosa, che, dopo la sua morte, nel giugno 1218, fu continuato dal figlio Amalrico o Amaury di Montfort, che non aveva la tempra del padre e quindi non fu all'altezza di contrastare Raimondo VI, che, oltre a governare una parte della contea, che era stata riconquistata, continuò nella riconquista.
Raimondo VI morì nel 1222 lasciando al figlio Raimondo i titoli di conte di Tolosa e marchese di Provenza ed il peso della guerra contro i crociati, che successivamente contò anche sull'apporto dei re di Francia, Luigi VIII e poi Luigi IX, e che, pur terminando nel 1229 con il trattato di Parigi, non fece cessare gli abusi contro gli albigesi, delegati dopo la fine del conflitto all'Inquisizione, che mise al rogo in un secolo intero meno catari di quanti ne avesse fatti bruciare in un anno Simone di Montfort.

## Mogli e discendenza
Raimondo non ebbe figli da Ermessinda di Pelet.
Raimondo, come ci viene confermato dalla Chronique de Guillaume de Puylaurens, ebbe una figlia da Beatrice di Beziers e Carcassonne:
- Clemenza o Costanza (1180-1260), sposò, nel 1195, in prime nozze, il re Sancho VII di Navarra, detto il Forte (1170-1234) come ci viene confermato dalla Chronique de Guillaume de Puylaurens[60] e poi, dopo essere stata ripudiata, nel 1200, in seconde nozze, il signore di Sauve, Pietro Bernardo; questo matrimonio viene confermato dalla Histoire Générale de Languedoc, avec des Notes, Tome V, quando riferisce di una lettera, di Pietro Bernardo al papa Innocenzo III, in cui chiede di aggiungere il nome della propria moglie, erede della contea di Tolosa[61]. Infine Costanza viene citata dal fratello, Raimondo, nel documento XCII, parte II, del 1219, quando conferma le volontà di suo padre, Raimondo VI, riguardo al nipote il figlio di Costanza, Pietro Bermondo[62].

Raimondo ebbe tre figli da Giovanna d'Inghilterra:
- Raimondo VII (1197-1249), secondo gli Annales de Burton, era il primogenito[27]; divenne conte di Tolosa e marchese di Provenza
- Giovanna (1198-28 maggio 1255), come risulta dallo Extrait de l'ancien obitouiaire de l'abbaye de la Vaissy en Auvergne, in cui viene riportata la data della morte di Giovanna, ricordando che era figlia di Raimondo VI e Giovanna d'Inghilterra ed era la moglie di Bernard [II] Seigneur de la Tour[63]
- un figlio maschio, che morì poco dopo la nascita, subito dopo essere stato battezzato[28].

Raimondo non ebbe figli dalla figlia dell'imperatore di Cipro.
Dall'ultima moglie Eleonora, Raimondo non ebbe figli, come ci conferma la Crónica de San Juan de la Peña
Raimondo ebbe anche tre figli naturali da amanti di cui non si conoscono né i nomi né gli ascendenti:
- Bertrando I (1198-1249), visconte di Bruniquel, che diede origine alla casa dei visconti di Bruniquel, citato nel testamento del padre, che gli lasciò due proprietà (Castluscium et Bruniqueldum)[46]
- Guglielmina, citata nel testamento del padre, che gli lasciò due proprietà (ad Montemlaurum et ad sanctum Georgium)[46]. Secondo la Historia Albigensium of Pierre de Vaux-Cernay il padre, verso il 1211, la diede in moglie al navarro Hugo d´Alfar, Siniscalco d'Agenais, poi Siniscalco di Tolosa[64].
- Raimonda, che, secondo la Histoire Générale de Languedoc avec des Notes, Tome V, non era figlia legittima e fu messa nel monastero di Lespinasse dell'ordine di Fontevraud[65], dove divenne suora.

## Mecenate e trovatore
Patrono e mecenate, tra gli altri, di Ademar lo Negre, della opera del Coms de Toloza ci resta solo uno scambio di coblas con Porcier (Porcier cara de guiner) in una tenzone dove figura come interlocutore anche un certo Folquet.
            Porcier, cara de guiner,

            nas de gat, color de fer,

            a pauc tang no t sotter,

            car anc en tu s' en pacet,

            car meil degra cercar e cher

            per plan e per poig e per ser,

            e demandar o anet

            lor truoia ab vostre ver.

## Ascendenza
|                                   |                          |                                                 | Genitori                                    |  |  | Nonni |  |  | Bisnonni                     |  |  | Trisnonni                  |  |
|                                   |                          |                                                 |                                             |  |  |       |  |  | Raimondo IV, conte di Tolosa |  |  | Ponzio II, conte di Tolosa |  |
|                                   |                          |                                                 |                                             |  |  |       |  |  | Raimondo IV, conte di Tolosa |  |  | Ponzio II, conte di Tolosa |  |
|                                   |                          | Almodis de La Marche                            |                                             |  |  |       |  |  | Raimondo IV, conte di Tolosa |  |  |                            |  |
| Alfonso Giordano, conte di Tolosa |                          |                                                 |                                             |  |  |       |  |  | Raimondo IV, conte di Tolosa |  |  |                            |  |
|                                   |                          | Elvira di Castiglia                             | Alfonso VI, re di Castiglia, León e Galizia |  |  |       |  |  |                              |  |  |                            |  |
|                                   |                          | Elvira di Castiglia                             | Alfonso VI, re di Castiglia, León e Galizia |  |  |       |  |  |                              |  |  |                            |  |
|                                   |                          | Elvira di Castiglia                             | Jimena Núñez de Lara                        |  |  |       |  |  |                              |  |  |                            |  |
| Raimondo V, conte di Tolosa       |                          | Elvira di Castiglia                             |                                             |  |  |       |  |  |                              |  |  |                            |  |
|                                   |                          | Raimondo Decano II, signore d'Uzès e Posquiêres | Raimondo Decano I, signore di Posquiêres    |  |  |       |  |  |                              |  |  |                            |  |
|                                   |                          | Raimondo Decano II, signore d'Uzès e Posquiêres | Raimondo Decano I, signore di Posquiêres    |  |  |       |  |  |                              |  |  |                            |  |
|                                   |                          | Raimondo Decano II, signore d'Uzès e Posquiêres | …                                           |  |  |       |  |  |                              |  |  |                            |  |
| Faydiva d'Uzès                    |                          | Raimondo Decano II, signore d'Uzès e Posquiêres |                                             |  |  |       |  |  |                              |  |  |                            |  |
|                                   |                          | Maria d'Uzès                                    | Elzéart, signore d'Uzès                     |  |  |       |  |  |                              |  |  |                            |  |
|                                   |                          | Maria d'Uzès                                    | Elzéart, signore d'Uzès                     |  |  |       |  |  |                              |  |  |                            |  |
|                                   |                          | Maria d'Uzès                                    | …                                           |  |  |       |  |  |                              |  |  |                            |  |
| Raimondo VI, conte di Tolosa      |                          | Maria d'Uzès                                    |                                             |  |  |       |  |  |                              |  |  |                            |  |
|                                   | Filippo I, re di Francia | Enrico I, re di Francia                         |                                             |  |  |       |  |  |                              |  |  |                            |  |
|                                   | Filippo I, re di Francia | Enrico I, re di Francia                         |                                             |  |  |       |  |  |                              |  |  |                            |  |
|                                   | Filippo I, re di Francia | Anna di Kiev                                    |                                             |  |  |       |  |  |                              |  |  |                            |  |
| Luigi VI, re di Francia           | Filippo I, re di Francia |                                                 |                                             |  |  |       |  |  |                              |  |  |                            |  |
|                                   |                          | Berta d'Olanda                                  | Fiorenzo I, conte d'Olanda                  |  |  |       |  |  |                              |  |  |                            |  |
|                                   |                          | Berta d'Olanda                                  | Fiorenzo I, conte d'Olanda                  |  |  |       |  |  |                              |  |  |                            |  |
|                                   |                          | Berta d'Olanda                                  | Gertrude di Sassonia                        |  |  |       |  |  |                              |  |  |                            |  |
| Costanza di Francia               |                          | Berta d'Olanda                                  |                                             |  |  |       |  |  |                              |  |  |                            |  |
|                                   |                          | Umberto II, conte di Savoia                     | Amedeo II, conte di Savoia                  |  |  |       |  |  |                              |  |  |                            |  |
|                                   |                          | Umberto II, conte di Savoia                     | Amedeo II, conte di Savoia                  |  |  |       |  |  |                              |  |  |                            |  |
|                                   |                          | Umberto II, conte di Savoia                     | Giovanna di Ginevra                         |  |  |       |  |  |                              |  |  |                            |  |
| Adelaide di Savoia                |                          | Umberto II, conte di Savoia                     |                                             |  |  |       |  |  |                              |  |  |                            |  |
|                                   |                          | Gisella di Borgogna                             | Corrado III, re delle due Borgogne          |  |  |       |  |  |                              |  |  |                            |  |
|                                   |                          | Gisella di Borgogna                             | Corrado III, re delle due Borgogne          |  |  |       |  |  |                              |  |  |                            |  |
|                                   |                          | Gisella di Borgogna                             | Adelaide di Bellay                          |  |  |       |  |  |                              |  |  |                            |  |
|                                   |                          | Gisella di Borgogna                             |                                             |  |  |       |  |  |                              |  |  |                            |  |

### Fonti primarie
- (LA)  Preuves de l'Histoire Générale de Languedoc, tome V.
- (LA)  Monumenta Germaniae Historica, Scriptores, tomus XXIII.
- (LA)  Petrus Vallis Caernaii Historia Albigensium, Patrologia Latina Vol. 213.
- (LA)  Histoire Générale de Languedoc avec des Notes, tome V.
- (LA)  Histoire Générale de Languedoc avec des Notes, tome IV.
- (LA)  Monumenta Germaniae Historica, Scriptores, tomus XIII.
- (LA)  Radulphi de Coggeshall Chronicon Anglicanum.
- (LA)  Annales Monastici Vol. I.
- (LA)  Rerum Gallicarum et Francicarum Scriptores, tomus XII.
- (LA)  Histoire généalogique de la maison d´Auvergne, Tome II.
- (LA)  Chronique de Robert de Torigny, Tome I.

### Letteratura storiografica
- E. F. Jacob, Innocenzo III, in «Storia del mondo medievale», vol. V, 1980, pp. 5–53
- Austin Lane Poole, L'interregno in Germania, in «Storia del mondo medievale», vol. V, 1980, pp. 128–152
- A. S. Tuberville, Le eresie e l'Inquisizione nel Medioevo: 1000-1305 ca., in «Storia del mondo medievale», vol. V, 1980, pp. 568–598
- Frederik Maurice Powike, I regni di Filippo Augusto e Luigi VIII di Francia, in «Storia del mondo medievale», vol. V, 1980, pp. 776–828
- Charles Petit-Dutaillis, Luigi IX il Santo, in «Storia del mondo medievale», vol. V, 1980, pp. 829–864
- Rafael Altamira, La Spagna (1031-1248), in «Storia del mondo medievale», vol. V, 1980, pp. 865–896
- Frederick Maurice Powicke, Inghilterra: Riccardo I e Giovanni, in «Storia del mondo medievale», vol. VI, 1980, pp. 143–197
- (FR)  Histoire Générale de Languedoc, Notes, Tome IV.
- (FR)  Histoire Générale de Languedoc avec des Notes, Tome IV.
- (FR)  Histoire Générale de Languedoc avec des Notes, Tome V.
- (FR)  Histoire Générale de Languedoc, Preuves, Tome VI.
- (FR)  Histoire de Montpellier.
- (FR)  Recueil des historiens des croisades. Historiens occidentaux.
- (FR)  Chronique de Guillaume de Puylaurens.